# Schizosaccharomyces pombe
Schizosaccharomyces pombe är en svampart som beskrevs av Lindner 1893. Schizosaccharomyces pombe ingår i släktet Schizosaccharomyces och familjen Schizosaccharomycetaceae.   Inga underarter finns listade i Catalogue of Life.

## Källor

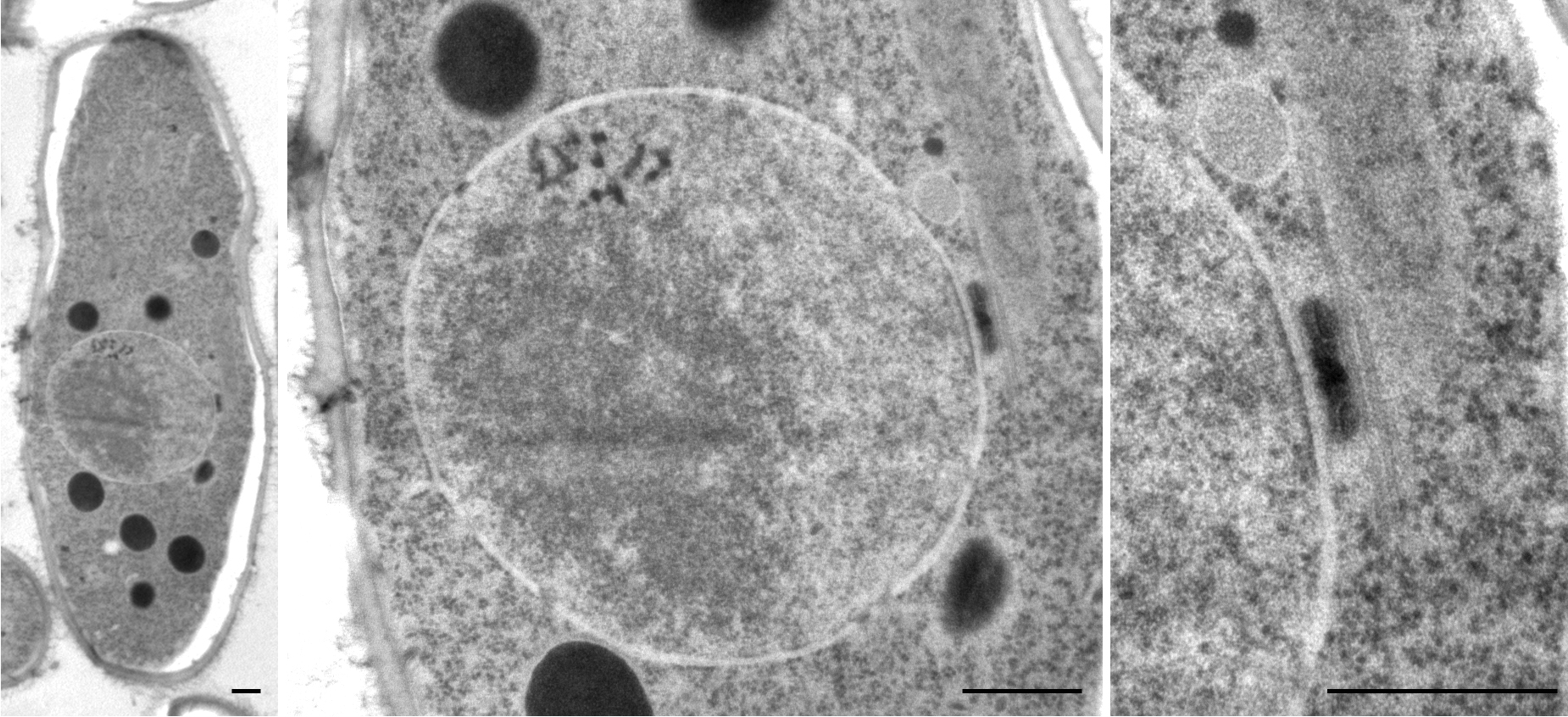
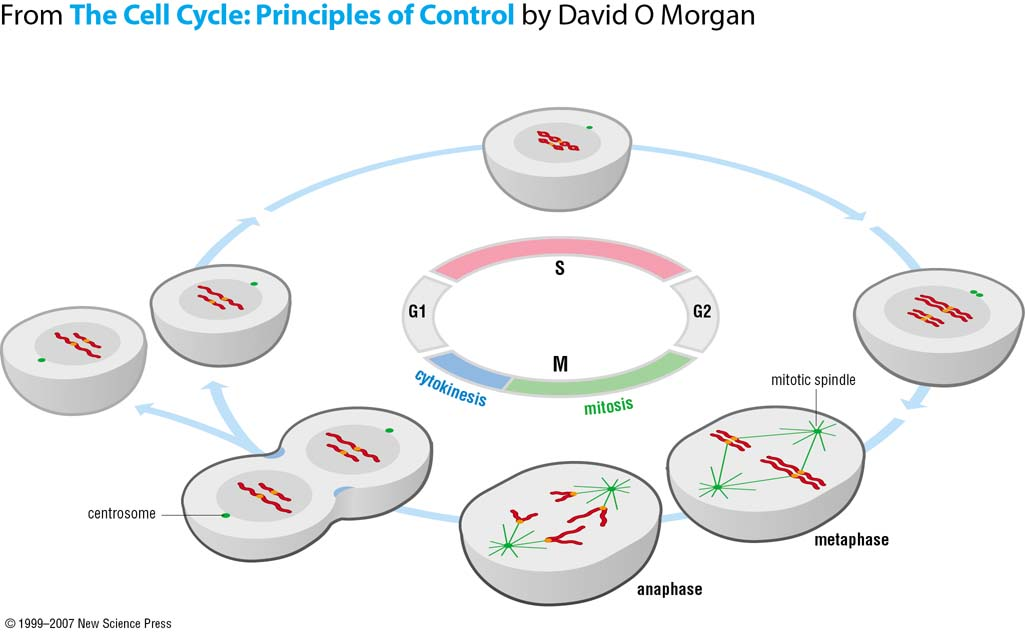
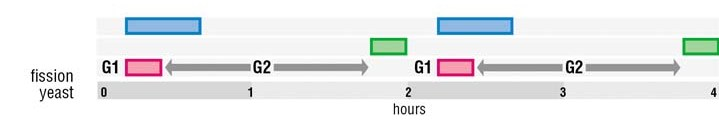
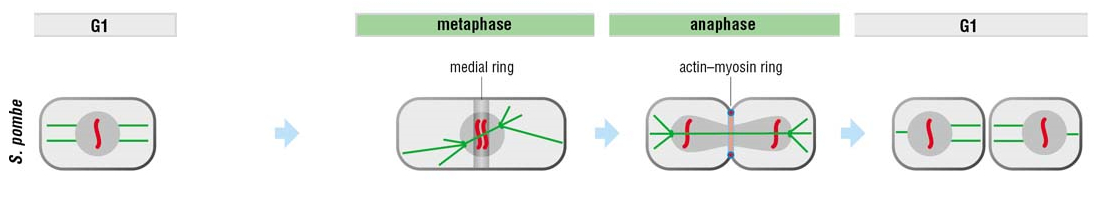
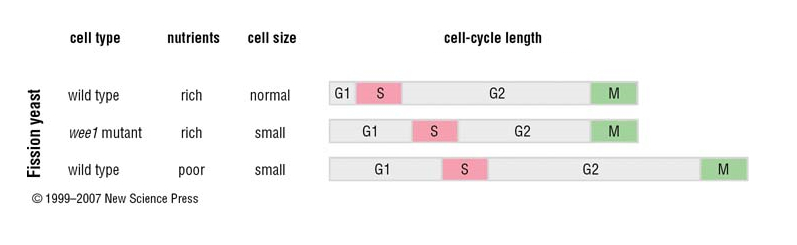
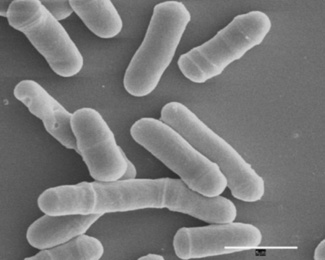